# Museu Sefardita
El Museu Sefardita és un museu d'història jueva situat a Toledo, Espanya, dedicat als aspectes històrics, religiosos i dels costums del passat jueu a Espanya, així com dels sefardites, els descendents dels jueus que van viure a la península Ibèrica fins 1492.
El museu ocupa l'antic Convent de Cavallers de Calatrava, annexat a la Sinagoga del Trànsit, després que el 1964 es va resoldre accedir que la Sinagoga del Trànsit (o Sinagoga de Samuel ha-Leví) fos la seu del museu sefardita, que té com a objectiu conservar el llegat de la cultura hispano-jueva perquè quedi integrada com a part essencial del Patrimoni Històric Espanyol, tasca que exerceix fins a l'actualitat.
Després de la creació de la Xarxa de Museus d'Espanya, el 2009, es va concedir al Museu Sefardita l'estatus de Museu Nacional, per la qual cosa queda sota titularitat estatal, adscrit al Ministeri de Cultura. La seva gestió s'exerceix exclusivament per la Direcció General de Belles Arts i Patrimoni Cultural.

## L'ús del termeSefarad
El topònim Sefarad apareix a la Bíblia en el verset 19 del llibre d'Abdies; en llengua hebrea des de l'edat mitjana ha vingut usant-se per designar Espanya o la península Ibèrica en general i, posteriorment, en altres llengües i cultures, a l'Espanya jueva en particular. També és relativament freqüent l'ús del terme sefardita per designar als jueus de la Sefarad medieval, segons l'accepció de la paraula en llengua hebrea.

## Descripció
La primera sala mostra la història, geografia i cultura del poble jueu a l'Orient Pròxim Antic, on segons els escrits bíblics es van originar les tradicions que perduren en la seva vida quotidiana. Es mostren objectes arqueològics datats d'entre el 2000 a.C. i el segle i d.C., així com una gran varietat d'objectes culturals relacionats amb el que és i el que significa ser jueu, les seves creences i costums. Entre els objectes litúrgics destaca un rotllo de la Torà (llibre sagrat del judaisme, format pel Pentateuc).
Al museu s'exposen els principals testimonis de la cultura material al llarg de la presència jueva a Espanya, des de la seva arribada a la península Ibèrica, la seva vida en època romana i visigoda, el seu desenvolupament a al-Àndalus així com als regnes cristians durant els segles xiii-xv, amb enfocament en temes com els conversos, la Inquisició i l'expulsió dels jueus.
Al pati nord, a manera de necròpolis, s'exposen algunes de les làpides sepulcrals de personatges jueus procedents de diversos llocs d'Espanya. Al pati oriental es conserven les restes arqueològiques d'uns possibles banys públics de l'antic call de Toledo i el terra de l'antic Aron ha-Qodeix de la sinagoga.